# Zahlwort
Das Zahlwort oder Numerale (Plural Numeralia, Numeralien oder seltener Numerale; von lateinisch [nomen] numerale), seltener Numeral, wird in der Sprachwissenschaft manchmal als eigene Wortart angesetzt (die Dudengrammatik zählt allerdings auch die Kardinalzahlen zu den Adjektiven).
Zahlwort im engeren Sinne ist gleichbedeutend mit Zahlenwort (lateinisch Nomen numerale) und bezeichnet einige Nomen, beispielsweise Ordnungszahlwörter und (adjektivische) Grundzahlwörter. Im weitesten Sinne werden mit Zahlwort alle Wörter bezeichnet, die einen Bezug zu Zahlen aufweisen.

## Übersicht

### Semantische Kategorien
| Deutsche Bezeichnung                    | Lateinisch-deutsche Bezeichnung          | Beispiele                                   | Beispiele |
| Deutsche Bezeichnung                    | Lateinisch-deutsche Bezeichnung          | Deutsch                                     | Latein |
| --------------------------------------- | ---------------------------------------- | ------------------------------------------- | --- |
| Grundzahl[wort] (Hauptzahl[wort])       | Kardinalzahl, Kardinale (Pl. Kardinalia) | eins, zwei, drei …, hundertdreiundfünfzig … | unus, duo, tres … |
| Ordnungszahl[wort] (ordnendes Zahlwort) | Ordinalzahl, Ordinale (Pl. Ordinalia) a  | (der) erste, zweite, dritte …               | primus, secundus, tertius … |
| Wiederholungszahl[wort]                 | Iterativzahl, Iterativum, Quotientivum   | einmal, zweimal …                           | semel, bis … |
| Vervielfältigungszahl[wort]             | Multiplikativzahl, Multiplikativum       | einfach, zweifach …                         | simplex, duplex … |
| Verhältniszahl[wort]                    | Proportionale (Pl. Proportionalia)       | einfach, zweifach …                         | simplus, duplus … |
| Verteilungszahl[wort], Einteilungszahl  | Distributivzahl, Distributivum           | je ein, je zwei …                           | singuli, bini … |
| Gattungszahl[wort]                      | Speziale (Pl. Spezialia)                 | einerlei, zweierlei …                       | |
| Sammelzahl[wort]                        | Kollektivzahl (Collectivum)              | Dutzend, Gros …                             | |
| Bruchzahl[wort], Teilungszahl[wort]     | Partitivum                               | (ein) Drittel, Viertel …                    | |
| Gesellschaftszahl                       | Soziativzahl                             | zu zweit, zu dritt … selbander, selbdritt … | |
| Folgezahl                               | (ordnendes Zahladverb) a                 | erstens, zweitens, drittens …               | primo, secundo, tertio … |
| Zeitzahl                                | Temporale (Pl. Temporalia) b             |                                             | bihorius (zweistündig) … triduus (dreitägig) … trimus & trimulus (dreijährig) … quadrimestris (viermonatlich) … quinquennis (fünfjährig) … |

### Syntaktische Kategorien
| Deutsche Bezeichnung                                                                        | Lateinisch-deutsche Bezeichnung                                                   | Beispiele |
| ------------------------------------------------------------------------------------------- | --------------------------------------------------------------------------------- | --- |
| beiwörtliches Zahlwort, eigenschaftswörtliches Zahlwort ~ Zahlbeiwort, Zahleigenschaftswort | adjektivisches Zahlwort, quantifiziertes Adjektiv ~ Zahladjektiv, Numeraladjektiv | sechs, (der) zweite, dreimalig, viererlei das meiste, die vielen, die einen, die anderen, wenige/ die wenigsten |
| nebenwörtliches Zahlwort, umstandswörtliches Zahlwort ~ Zahlumstandswort                    | adverbialisches Zahlwort ~ Zahladverb, Numeraladverb                              | fünfmal, drittens                                                                                               |
| ~ Zahlhauptwort                                                                             | ~ Zahlsubstantiv                                                                  | Million, Hundert (n.), Dutzend                                                                                  |

## Grundzahlwörter (Kardinalia)
Grundzahlwörter (Grundzahlen, Kardinalzahlen, Kardinalia) stellen, wie der Name vermuten lässt, die grundlegenden Zahlwörter dar.
Beispiele: eins, zwei, zwölf, siebzehn, hundertdreiundfünfzig
Eins wird nach dem Kasus (Fall) und dem Genus (Geschlecht) dekliniert:
- ein Mann, eine Frau, ein Kind (allesamt Nominativ)
- das Kleid einer Frau (Genitiv), gib einem Gedanken Raum (Dativ)
- Ich gebe dir einen Apfel. (Akkusativ)

Zwei und drei werden, wenn sie sich auf ein Substantiv beziehen, lediglich im Genitiv (Wes-Fall) dekliniert und auch nur dann, wenn der sprachliche Fall nicht schon am vorangehenden Wort erkennbar ist:
- der Hut zweier Männer
- das Kleid dreier Schwestern, das Kleid meiner drei Schwestern

Anmerkung: Im Unterschied dazu wird aber ein Nicht-Zahlwort als Zählwort (Numeralklassifikator, als Zähleinheit) nicht dekliniert:
Ein Mann, zwei Mann, ein Heer von tausend Mann; ein Stück, zwei Stück
In der militärischen Kommandosprache und bei deutschsprachigen Zahlensendern wird das lautlich verwechselbare zwei ersetzt:
eins, zwo, drei
Deutschsprachige Zahlensender ersetzen zur besseren Verständlichkeit zudem noch die fünf und die neun:
fünef und neugen

### Bildung der Kardinalzahlen im Deutschen
Schreibt man Zahlen in Buchstaben, so schreibt man sie zusammen und klein, sofern sie unter einer Million liegen:
zum Beispiel 1972 = eintausendneunhundertzweiundsiebzig oder neunzehnhundertzweiundsiebzig.
Zahlen über einer Million schreibt man dagegen getrennt und das Zahlwort groß:
zum Beispiel 2.130.419 = zwei Millionen einhundertdreißigtausendvierhundertneunzehn.
Bei der Darstellung von Beträgen mit Dezimalstellen wird die Zahl, welche die Nachkommastellen bezeichnet, durch ein Komma abgetrennt und ihre Ziffern werden einzeln gesprochen; die explizite Nennung des Kommas ist dabei freigestellt:
zum Beispiel 752,89 = siebenhundertzweiundfünfzig (Komma) achtneun.
Werden bei Währungseinheiten diese konkret angegeben, wird das Komma nicht genannt; die Nennung des Worts Cent ist dabei freigestellt:
zum Beispiel 752,89 € = siebenhundertzweiundfünfzig Euro neunundachtzig (Cent).
| Ziffer | Einer  | Zehner              | 20 bis 90         | ab 100                                          |
| 0      | null   | zehn                |                   | (ein)hundert (100)                              |
| 1      | eins   | elf                 |                   | (ein)hundert(und)eins (101)                     |
| 2      | zwei   | zwölf               | zwanzig           | zweihundert (200)                               |
| 3      | drei   | dreizehn            | dreißig           | dreihundert(und)einundzwanzig (321)             |
| 4      | vier   | vierzehn            | vierzig           | viertausend (4000)                              |
| 5      | fünf   | fünfzehn            | fünfzig           | fünftausendzweihundertdrei (5203)               |
| 6      | sechs  | sechzehn            | sechzig           | sechs Millionen (6.000.000, 6 Mio.)             |
| 7      | sieben | siebzehn siebenzehn | siebzig siebenzig | sieben Milliarden (7.000.000.000, 7 Mrd.)       |
| 8      | acht   | achtzehn            | achtzig           | acht Billionen (8.000.000.000.000, 8 Bio.)      |
| 9      | neun   | neunzehn            | neunzig           | neun Billiarden (9.000.000.000.000.000, 9 Brd.) |

Bei Zusammensetzungen aus Zehnern und Einern stehen zuerst die Einer, dann folgt und, dann kommen die Zehner: einundzwanzig (21), neunundneunzig (99).

## Ordnungszahlwörter (Ordinalia)
Mit Hilfe der Ordnungszahlwörter (Ordnungszahlen, Ordinalzahlen, Ordinalia) ist es möglich, Reihenfolgen zu erstellen (Ordinalzahlen). Die Ordinalzahlen unter zwanzig werden im Deutschen durch die Kardinalzahl und das Suffix -te gebildet. Eins, drei, sieben und acht bilden dabei jedoch Sonderformen. Zahlen ab zwanzig bis hundert erhalten die Endsilbe -ste, danach wieder bis hundertneunzehn -te usw.
- 001. der erste Ritter (und nicht der einste Ritter)
- 002. der zweite Platz
- 003. mein drittes Huhn (und nicht mein dreites Huhn)
- 004. das vierte Auto
- 005. die fünfte Prüfung
- 006. der sechste Treffer
- 007. der siebte Sinn (gültige Kurzform von siebente)
- 008. das achte Lebensjahr (nicht das achtte Lebensjahr)
- 020. der zwanzigste Teilnehmer
- 031. der einunddreißigste Dezember
- 058. mein achtundfünfzigster Geburtstag
- 109. der hundertneunte Vorfall (zuweilen auch einhundertneunte)

Daneben steht adverbial:
- erstens, zweitens, drittens usw. auch für zuerst, zuallererst

Lateinische Ordinalia sind:
prīmus, secundus, tertius …
Daneben kennt das Lateinische eine noch strengere Form, die eine Hierarchie impliziert:
prīmarius, secundarius, tertiarius …
Lateinisch-französisch-deutsche Wörter für diese lateinischen Ordnungswörter sind bis zur Ordnung zehn:
- 01. primär
- 02. sekundär
- 03. tertiär
- 04. quartär
- 05. quintär
- 06. sextär
- 07. septimär
- 08. oktaviär
- 09. noniär
- 10. dezimär

Das Wort primär wird im Deutschen häufig mit an erster Stelle und die weiteren Wörter mit X-rangig umschrieben. Primär und sekundär stehen in direkter Kombination oft auch für vor- und nachrangig.

### Ordinalzahlen in der Schrift
In der Schrift können Ordinalzahlen neben der Wortform auch in der Zahlform wiedergegeben werden. Heutzutage wird im Deutschen zur Unterscheidung von Kardinalzahlen ein Punkt hinter die Zahl gesetzt. Zum Beispiel bedeutet „der 3. Oktober“ so viel wie „der dritte Oktober“.
In einigen anderen Sprachen verwendet man dagegen unterschiedliche Ordinalzeichen, etwa im Englischen: „1st, 2nd, 3rd, 4th“ für „first, second, third, fourth“, auch hochgestellt geschrieben: 1st, 2nd, 3rd, 4th.

### Bildung der Ordinalia im Deutschen
Ordnungszahlen werden ähnlich wie normale Adjektive dekliniert: „am ersten Mai, ein erster Anfang, die ersten Blüten“.
| Ziffer | Einer            | Zehner     | 20 bis 90  | ab 100                                  |
| 0      | nullte           | zehnte     |            | (ein)hundertste (100.)                  |
| 1      | erste            | elfte      |            | (ein)hundert(und)erste (101.)           |
| 2      | zweite           | zwölfte    | zwanzigste | zweihundertste (200.)                   |
| 3      | dritte           | dreizehnte | dreißigste | dreihundert(und)einundzwanzigste (321.) |
| 4      | vierte           | vierzehnte | vierzigste | viertausendste (4000.)                  |
| 5      | fünfte           | fünfzehnte | fünfzigste | fünftausendzweihundertdritte (5203.)    |
| 6      | sechste          | sechzehnte | sechzigste | sechsmillionste                         |
| 7      | siebte, siebente | siebzehnte | siebzigste | siebenmilliardste                       |
| 8      | achte            | achtzehnte | achtzigste | achtbillionste                          |
| 9      | neunte           | neunzehnte | neunzigste | neunbilliardste                         |

## Wiederholungszahlwörter (Iterativzahlen) und Vervielfältigungszahlwörter (Multiplikativa)

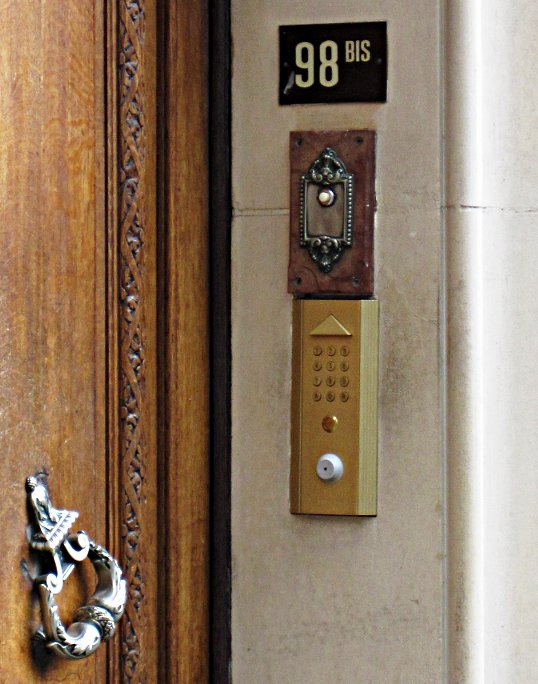
Lateinische Namenswörter für eingefügte Zählungen

Hängt man an eine Kardinalzahl das Suffix -mal, wird daraus ein Wiederholungszahlwort. Wiederholungszahlwörter sind Adverbien, sie antworten auf die Frage: „wie viel Mal?“
Man unterscheidet zwischen bestimmten und unbestimmten Wiederholungszahlwörtern:
- bestimmt: einmal, viermal, zwölfmal
- unbestimmt: manchmal, mehrmals, vielmals

Wiederholungszahlwörter dürfen (nach reformierter wie auch nach unreformierter Schreibung) getrennt geschrieben werden, a) wenn es sich um mehrgliedrige Numerale handelt (drei Millionen Mal), b) wenn eine Beugung vorliegt (hunderte Male) oder c) zu Betonungszwecken (drei Mal).
Fügt man zusätzlich das Suffix -ig hinzu, wird das Wiederholungszahlwort zu einem Adjektiv (Beispiel: einmalig).
Vervielfältigungszahlwörter (Multiplikativa) sind:
- zweifach, vierfach usw., unbestimmt mehrfach, vielfach

Für „zweifach“ existieren auch das Wort doppelt sowie die veraltete Wortform zwiefach.
Daneben gibt es auch die altertümliche Form auf -falt, die nur mehr in Wörtern wie Dreifaltigkeit, Vielfalt, mannigfaltig überlebt hat, bei einfältig ist der numerale Aspekt verloren gegangen.
Latein bildet semel, bis, ter, quater, quīnquiēs, sexiēs, septies, octies, nonies, decies, … (Iterativa), simplex, duplex, triplex, quadruplex, … (Multiplikativa) und simplus, duplus, triplus, quadruplus, … (Proportionalia), Englisch once/simple, twice/deuce/double, thrice/triple/trifold, quadruple/fourfold, …
Insbesondere im Französischen sind die lateinischen Namenswörter gebräuchlich, wenn Nummern eingeschoben werden sollen: beispielsweise: 1, 1a, 1b, 2 bzw. 1, 1-bis, 1-ter, 2.

## Verteilungszahlwörter (Distributiva)
Die Zahlwörter des Distributivs werden im Deutschen nicht als Wort gebildet, sondern mit je umschrieben:
je eines, je zwei, je drei usw.
Im Lateinischen existiert aber eine eigene Wortform: singulus (Plural: singulī), bīnī, ternī, quaternī, quīnī, sēnī, …
Funktionsähnlich sind auch die Wörter einzeln und einzig, als Exklusiv, und paarweise, paarig zu einem Dual. Die -el-Bildung gibt es sonst nur mehr bei dem Wort Zwiesel zu zwei.
Auch eine Bildung zum mit Ordinalzahlwort kommt vor, wenn sich ordnender und verteilender Aspekt mischen:
zum Ersten, zum Zweiten, zum Dritten usw. (urspr. wörtlich als ‚zu dem ersten [geordnet]‘ zu verstehen); zum einen, zum anderen als unbestimmte Form

## Gattungszahlen, Sammelzahlen (Kollektiva) und Gesellschaftszahlen
Gattungszahlen beschreiben eine bestimmte Anzahl verschiedener Arten und werden deutsch auf -(er)lei gebildet
einerlei, zweierlei, dreierlei – ‚einerlei‘ hat eine starke nicht-numerale Bedeutung (‚gleichgültig‘), der Zahlaspekt ist veraltend („Alle von einerlei Art“), und wird durch ‚einzeln‘, ‚einzig‘, oder dem verstärkenden ‚einunddasselbe‘ ersetzt
unbestimmt sind mehrerlei, mancherlei, vielerlei, allerlei, auch hunderterlei, tausenderlei werden in unbestimmten Sinne angewandt (Er quält mich mit tausenderlei Kleinigkeiten.)
Gesellschaftszahlen drücken Zusammengehöriges aus. Die Gesellschaftszahl beide, als Rest eines westgermanischen Duals, wird im Allgemeinen wie ein Adjektiv dekliniert:
seine beiden Eltern, in beider Namen
Sonst erfolgt eine Bildung auf zu und -t:
zu zweit, zu dritt, zu viert …, altertümlich auch zu zweien oder selbander, selbdritt – zuerst ist aber ein Ordinal
Zu dieser Gruppe könnten auch gezählt werden: einsam, Zweisamkeit – -sam bildet allgemeine Eigenschaftsbegriffe (seltsam zu selten, geruhsam zu Ruhe).

## Bruchzahlen (Partitiva)
Bruchzahlen bestehen aus einem Zähler und einem Nenner. Der Zähler ist eine Kardinalzahl. Der Nenner wird vom Stamm der zugehörigen Ordinalzahl abgeleitet, wobei (faktisch) das Suffix -el angehängt wird:
- dritt- + -el = Drittel
- viert- + -el = Viertel

Ausnahmen hiervon sind die Zahlen 1 und 2 als Nenner, deren Zahlwörter Eintel und (selten) Zweitel lauten, wobei diese Wörter aber nur in mathematischen Ausdrücken gebräuchlich sind, im Alltag gebraucht man die Adjektive ganz (eine ganze Flasche, substantiviert: ein Ganzes) und halb (eine halbe Flasche, substantiviert: ein Halbes), die Zahl 1/2 wird auch ein halb genannt.
Der Zähler 1 wird als ein wiedergegeben.
Der Nenner wird kleingeschrieben, wenn er vor einer Maßeinheit attributiv gebraucht wird: drei achtel Liter, drei viertel Stunden. Möglich ist auch die Verwendung einer Zusammensetzung: drei Achtelliter, drei Viertelstunden, eine Dreiviertelstunde (nicht eine drei viertel Stunde!). Ebenso schreibt man den Nenner klein, wenn er in einer Uhrzeitangabe unmittelbar vor einer Kardinalzahl auftritt (viertel acht).
Ansonsten gilt Substantivierung des Nenners und damit Großschreibung: zwei Drittel der Anwesenden stimmten für den Vorschlag. Anderes Beispiel:
Die Gleichung {\displaystyle {\tfrac {2}{3}}\cdot 2={\tfrac {4}{3}}} lautet in Worten geschrieben zwei Drittel mal zwei gleich vier Drittel.
Gemischte Zahlen, bestehend aus einer natürlichen Zahl (wobei 1 als ein wiedergegeben wird) und einer Bruchzahl, werden zusammengeschrieben. Beispielsweise wird die Zahl {\displaystyle 2{\tfrac {1}{4}}} so geschrieben: „zwei(und)einviertel“.
Neben dem noch gebräuchlichen anderthalb für eineinhalb finden sich in alten Texten Ausdrücke wie dritthalb oder vierthalb, die nicht mehr gebräuchlich sind.
- anderthalb = 1 1⁄2 (althochdeutsch „ander“ bedeutet „der/die/das zweite“, also das zweite Halb)[5]
- dritthalb = 2 1⁄2[6]
- vierthalb = 3 1⁄2[7]

Latein kennt keine Partitiva. Wenn der Zähler um genau eins kleiner ist als der Nenner, steht partes („Teile“), bei Zähler eins steht pars, sonst steht der feminine Genitiv der Ordnungszahl für den Nenner:
{\displaystyle {\tfrac {1}{2}}} dimidia pars, {\displaystyle {\tfrac {1}{3}}} tertia pars, {\displaystyle {\tfrac {2}{3}}} duae partes, {\displaystyle {\tfrac {3}{4}}} tres partes, {\displaystyle {\tfrac {3}{5}}} tres quintae
dimidia ist eine Sonderbildung zu dīmidius, -a, -um ‚halb, nicht ganz‘ aus dis und medius „mittel“.
Englisch bildet half, third, quarter/fourth, fifth … – ab drei also wie die Ordinalia.

## Unbestimmte Zahlwörter
Unbestimmte Zahlwörter bzw. Indefinite Numeralia benennen keine konkrete Anzahl, sondern beschreiben die Art und Größe einer Menge. Sie werden auch als Quantoren bzw. Mengenwörter bezeichnet.
Hierzu gehören die Indefinitpronomen wie alle, viele, mehrere, manche, einige, wenige etc.
- einige Ritter, manche Hühner, mehrere Täter, alle Menschen, eine ganze Stadt
- etliche Besucher
- ein paar Sachen (in Gegensatz zum bestimmten Zahlwort Paar)

In der Umgangssprache wird statt alle auch ganz eingesetzt:
- Standardsprache: alle Menschen
- Umgangssprache: die ganzen Menschen

### „Beeindruckend große“ Zahlbezeichnungen
Soll ein möglichst hoher Wert hervorgehoben werden, der beeindrucken soll, lässt es das System der langen und kurzen Skala rein sprachlich zu, dass auf dieser Grundlage beliebige Phantasiebezeichnungen kreiert werden können, wie Phantastillion oder Phantastilliarde, oder insbesondere im englischen Sprachraum beliebige Varianten von Zillion.

## Substantivierung
Grundzahlwörter unter einer Million wie eins, zwei, drei, … schreibt man auch dann klein, wenn sie formale Merkmale der Substantivierung aufweisen.
- auf allen vieren
- hoch in den achtzig, die achtzig erreichen

- Division durch null
- Die einzige gerade Primzahl ist zwei.

Großschreibung gilt jedoch bei substantivischer Verwendung, wenn eine abweichende Bedeutung vorliegt.
- die römische Fünf (das Zahlzeichen V), die Ziffer Acht
- Er hat die Prüfung mit (der Note) Zwei plus bestanden.

Das deutschländische Standarddeutsch behandelt Zahlwörter bei Substantivierung als feminin: die Zwei, das österreichische Standarddeutsch hingegen ausschließlich maskulin: der Zweier.
Die unbestimmten Zahlwörter viele, wenige, eine und andere können dagegen großgeschrieben werden, wenn zum Ausdruck gebracht werden soll, dass sie substantivisch gebraucht sind:
- Er sprach mit vielen/Vielen.
- Die einen/Einen sagen dies, die anderen/Anderen sagen das.